# Felipe E. Ponferrada
Felipe Esteban Ponferrada (San Fernando del Valle de Catamarca, 2 de septiembre de 1905-desconocido) fue un abogado y político argentino del Partido Demócrata Nacional, que se desempeñó como diputado nacional (1942-1943) y convencional constituyente (1957) por la provincia de Catamarca.

## Biografía
Nacido en San Fernando del Valle de Catamarca en 1905, se recibió de abogado en la Facultad de Derecho y Ciencias Sociales de la Universidad de Buenos Aires en 1930.
Integró el juzgado federal de primera instancia de Catamarca y se desempeñó como ministro de Gobierno e Instrucción Pública provincial entre 1932 y 1934, durante la gobernación de Rodolfo Acuña.
En las elecciones legislativas de 1942, fue elegido diputado nacional por la provincia de Catamarca en la lista de la Concordancia. Fue vocal de la comisión de Legislación General. Su mandato se extendía hasta 1946, pero fue interrumpido por el golpe de Estado del 4 de junio de 1943.
En las elecciones provinciales de 1946, fue candidato a gobernador por el Partido Demócrata Nacional. Acompañado en la fórmula por Milcíades Martínez, la lista quedó en el tercer lugar con el 8,69%, ganando el candidato del Partido Laborista, Pacífico Rodríguez, con el 54,41%.
En 1957, fue elegido convencional constituyente en la reforma constitucional de ese año, por el Partido Demócrata. Integró el bloque del Centro, presidido por el mendocino Emilio Jofré, y junto con otros convencionales conservadores, abandonó luego la convención en contra de la incorporación de derechos sociales al texto constitucional.
Desde 1958 fue secretario de la Federación Nacional de Partidos de Centro, integrada por el Partido Demócrata y otras fuerzas conservadoras provinciales.